# Andrzej Wierzbicki (historyk)
Andrzej Stanisław Wierzbicki (ur. 27 października 1942 w Krakowie, zm. 23 lipca 2022 w Warszawie) – polski historyk historiografii XIX i XX wieku.

## Życiorys
Absolwent historii Uniwersytetu Warszawskiego (1967). Stopień naukowy doktora uzyskał w Instytucie Historii PAN w 1974 roku. Stopień doktora habilitowanego otrzymał w tej samej placówce w 1984 roku. 25 kwietnia 1994 roku uzyskał tytuł naukowy profesora. Kierownik Pracowni Dziejów Myśli Społecznej UW i Politycznej Instytutu Historii PAN. Redaktor pisma Klio Polska. Studia i Materiały z Dziejów Historiografii Polskiej. Autor haseł w Słowniku biograficznym działaczy polskiego ruchu robotniczego.

## Wybrane publikacje
- Monografie:
- Naród – państwo w polskiej myśli historycznej dwudziestolecia międzywojennego, Wrocław: Zakład Narodowym im. Ossolińskich 1978.
- Wschód-Zachód w koncepcjach dziejów Polski, Warszawa: Państwowy Instytut Wydawniczy 1984.
- Konstytucja 3 maja w historiografii polskiej, Warszawa: Wydawnictwo Sejmowe 1993.
- Spory o polską duszę, Warszawa: Instytut Historii Polskiej Akademii Nauk 1993 (wyd. 2 – Warszawa: Wydawnictwo Trio 2010).
- Historiografia polska doby romantyzmu, Wrocław: „Funna” 1999.
- Groźni i wielcy. Polska myśli historyczna XIX i XX wieku wobec rosyjskiej despotii, Warszawa: „Sic!” 2001.
- Europa w polskiej myśli historycznej i politycznej XIX i XX wieku, Warszawa: Centrum Europejskie Natolin – Wydawnictwo Trio 2009.
- Poczet historyków polskich, Poznań: Wydawnictwo Nauka i Innowacje 2014.
- Jak powstało państwo polskie? Hipoteza podboju w historiografii polskiej XIX i XX wieku, Warszawa: Wydawnictwo IH PAN 2019.
- Redakcja książek:
- Władysław Smoleński, Mieszczaństwo warszawskie w końcu wieku XVIII, wyd. 2, oprac. i wstępem poprzedzili M. H. Serejski i A. Wierzbicki, Warszawa: Państwowy Instytut Wydawniczy 1976.
- Władysław Smoleński, Przewrót umysłowy w Polsce wieku XVIII. Studia historyczne, oprac. i wstępem poprzedził Andrzej Wierzbicki, Warszawa: Państwowy Instytut Wydawniczy 1979.
- O przewrocie majowym 1926: opinie świadków i uczestników, Warszawa: Wydawnictwo MON 1984.
- Oswald Balzer, Z zagadnień ustrojowych Polski, przedmową poprzedził Andrzej Wierzbicki, Warszawa: Państwowy Instytut Wydawniczy 1985.
- Karol Boromeusz Hoffman, Historia reform politycznych w dawnej Polsce, wstępem poprzedził Andrzej Wierzbicki, Warszawa: Państwowy Instytut Wydawniczy 1988.
- redakcja czasopisma naukowego: Klio polska. Studia i materiały z dziejów historiografii polskiej po II wojnie światowej, red. nauk. Andrzej Wierzbicki, Warszawa: „Neriton” – Instytut Historii PAN 2004-2021 t. 1-13.